# Orapollo
Orapollo (in greco antico: Ὡραπόλλων?, Hōrapóllōn; Nilopoli, 450 ca. – 510?) è stato uno scrittore egiziano,  che scrisse un'opera in greco ellenistico, i Hieroglyphiká, un trattato sui geroglifici egizi.

## Biografia
Scrittore egiziano, nato a Nilopoli, fu attivo nella seconda metà del V secolo d.C.
Non avendo notizie su di lui, i vari editori dell'opera lo indicarono con nomi diversi nelle varie edizioni: Horapollo, Orus Apollo Niliacus; Oro Apolline Niliaco; Horus Apollinus Niliacus; Horos Apollon Neiloos; Oros Apollon Neiloos.
In realtà, sembra fosse un sacerdote pagano che teneva scuola a Menouthis alla fine del V secolo: nipote di un omonimo grammatico alessandrino, si sarebbe convertito dopo un'insurrezione anticristiana.

## Opera
La sua opera principale fu gli Hieroglyphiká, un'interpretazione di quasi 200 segni in chiave simbolico-ermetica, risalente, oggi si pensa, alla fine del sec. IV d.C., e divisa in due libri, il primo dei quali contiene 70 geroglifici, il secondo 119.
La subscriptio dell'opera informa che essa fu inizialmente composta in lingua egizia e in seguito tradotta in greco da un altrimenti sconosciuto Filippo, che avrebbe composto il secondo libro con materiali di varia provenienza.
L'opera contribuì fortemente alla visione caratteristica del periodo rinascimentale che considerava la scrittura egizia una sorta di lingua sapienziale, come un insieme di simboli dal valore ermetico segreto carico di riferimenti, simile ad un rebus; in questo senso risulta autorevole anche se foriera di errate interpretazioni, e forse anche di un ulteriore impedimento alla decifrazione della scrittura egizia in senso razionale.
Mentre gli studiosi del passato hanno enfatizzato le origini greche dell'opera, ricerche recenti hanno messo in risalto residui di conoscenze genuine ed interpretato il lavoro come un tentativo di un intellettuale egiziano di recuperare un passato ormai sepolto.
Comunque gli Hieroglyphica esercitarono una notevole influenza sul simbolismo del Rinascimento ed in modo particolare nell'Hypnerotomachia Poliphili del frate veneziano Francesco Colonna. Il testo fu tradotto in latino nella seconda metà del XV secolo da Giorgio Valla (nel codice Vat. lat. 3898) e fu stampato per la prima volta da Manuzio, in greco, nel 1505. Nel 1517 apparve quindi un'edizione della versione latina ad opera di Filippo Fasanini che conobbe una notevole fortuna.